# 20世紀ロマンス
「20世紀ロマンス」（にじゅっせいきロマンス）は、杏子通算6枚目のシングル。1995年7月25日発売。発売元はワーナーミュージック・ジャパン。品番はWPD2-7711。

## 解説
- 「20世紀ロマンス」は『大恐竜博テーマソング』テーマソング。

- C/W曲「CAT HOUSE」はアルバム未収録で、本シングルのみで視聴可能となっている。

## 収録曲
1. 20世紀ロマンス
作詞：杏子 / 作曲：馬場一嘉・杏子 / 編曲：田村玄一
2. CAT HOUSE
作詞：杏子 / 作曲：杉本恭一
3. 20世紀ロマンス（オリジナル・カラオケ）